# Dietmar Trillus
Dietmar Trillus (21 de mayo de 1958) es un deportista canadiense que compitió en tiro con arco, en la modalidad de arco compuesto. Ganó tres medallas en el Campeonato Mundial de Tiro con Arco al Aire Libre entre los años 2007 y 2015.

## Palmarés internacional
| Campeonato Mundial al Aire Libre | Campeonato Mundial al Aire Libre | Campeonato Mundial al Aire Libre | Campeonato Mundial al Aire Libre |
| Año                              | Lugar                            | Medalla                          | Prueba                           |
| -------------------------------- | -------------------------------- | -------------------------------- | -------------------------------- |
| 2007                             | Leipzig (Alemania)               | Medalla de oro                   | Individual                       |
| 2011                             | Turín (Italia)                   | Medalla de bronce                | Equipo                           |
| 2015                             | Copenhague (Dinamarca)           | Medalla de plata                 | Equipo                           |